# San Juan de la Vaquería
San Juan de la Vaquería es una localidad del estado mexicano de Coahuila. Es parte del municipio de Saltillo.

## Toponimia
El nombre «San Juan» hace referencia al santo patrono de la localidad: San Juan Bautista.

## Demografía
| Gráfica de evolución demográfica |
|                                  |

| Censo | Población |
| ----- | --------- |
| 1900  | 456       |
| 1910  | 554       |
| 1921  | 463       |
| 1930  | 445       |
| 1940  | 526       |
| 1950  | 689       |
| 1960  | 677       |
| 1970  | 745       |
| 1980  | 754       |
| 1990  | 871       |
| 2000  | 994       |
| 2010  | 1 077     |
| 2020  | 1 330     |